# Antonio Gargallo Mejía
Antonio Gargallo Mejía (Madrid, 1918 - Jaca (Huesca) 18 de agosto de 1937) fue un testigo de Jehová español que fue ejecutado durante la Guerra Civil tras rehusar integrarse en el ejército franquista. Es considerado uno de los primeros objetores de conciencia declarados en España.
Su padre era funcionario de prisiones, por lo que durante la década de 1930 estuvo destinado en Jaca. En 1934, fue destinado a Zaragoza. Allí, Antonio, que aunque había estudiado para delineante, trabajaba en una panadería, además, entró en contacto con los Testigos de Jehová. Su conversión no tuvo lugar, sin embargo, hasta el inicio de 1936, de la mano de dos misioneros ingleses, fue bautizado en mayo, en el río Ebro. A partir de entonces, abandonó su trabajo y se dedicó a predicar su nueva fe por Aragón. Con 19 años, en agosto de 1937 fue llamado para incorporarse al ejército franquista. Su destino hubiese sido el Regimiento Aragón, de Jaca. La Guerra Civil ya llevaba un año en curso.
Presionado por su madre y su hermana, se personó en el cuartel e incluso vistió el uniforme. Todavía no se había presentado en La Atalaya, la revista internacional de los Testigos de Jehová, sobre la "neutralidad cristiana" y la objeción de conciencia al servicio militar, que plasmaría la posición de los Testigos de Jehová respecto a su participación en los ejércitos (aunque La Atalaya sí había publicado un estudio sobre "neutralidad política" y "adhesión al Reino de Dios", el 1 de julio de 1920, rechazando la política de las naciones de este mundo). Antonio Gargallo, en el momento de jurar bandera, comunicó a sus superiores que su fe (de acuerdo con el pasaje bíblico de Isaías) le impedía empuñar las armas. Estos le amenazaron para que cambiase de opinión, pero Antonio no lo hizo, desertó y trató de huir a Francia por el puerto de Somport. Sin embargo, fue detenido en Canfranc el 17 de agosto y devuelto a su cuartel de Jaca. Juzgado por un tribunal militar, se le dio a elegir entre ir al frente o ser fusilado. Antonio eligió ser fiel a sus convicciones religiosas y se negó a empuñar las armas.
Antes de su ejecución escribió a su madre y hermana, el 18 de agosto de 1937, que eran católicas y no entendían su determinación (esta carta, conservada durante décadas en los archivos militares, nunca llegó a sus manos):

Me han detenido, y sin oírme siquiera, me han condenado a muerte, y esta noche dejó de vivir en la Tierra. No te aflijas ni llores, porque [...] he obedecido a Dios. Después de todo, poco pierdo, porque si Dios quiere, pasaré a una nueva y mejor vida. Tu eres muy católica pero no tienes tanta fe como yo. Tú ves ahora las injusticias que se hacen el mundo. [...] Estoy tranquilo hasta que llegue mi hora. Recibid el último abrazo de este vuestro hijo y hermano que os quiere de verdad aunque no lo creáis.

Ese día fue fusilado. Los soldados del piquete de ejecución informaron que, de camino a la ejecución, Antonio, iba cantando alabanzas a Jehová.